# Lago del Rendina
Lago del Rendina este o arie protejată (arie specială de conservare — SAC, sit de importanță comunitară — SCI, arie de protecție specială avifaunistică — SPA) din Italia întinsă pe o suprafață de 670 ha, integral pe uscat.

## Localizare
Centrul sitului Lago del Rendina este situat la coordonatele 41°01′34″N 15°44′30″E / 41.026111°N 15.741667°E.

## Înființare
Situl Lago del Rendina a fost declarat sit de importanță comunitară în septembrie 2009 pentru a proteja 25 de specii de animale. Alte tipuri de protecție:
- arie de protecție specială avifaunistică (în septembrie 2009)[3]
- arie specială de conservare (în decembrie 2018)[2][4][5]

## Biodiversitate
Situată în ecoregiunea mediteraneană, aria protejată conține 3 habitate naturale: Tufărișuri termo-mediteraneene și de pre-deșert, Râuri mediteraneene cu debit permanent cu specii de Paspalo-Agrostidion și galerii riverane de Salix și de Populus alba, Galerii de Salix alba și de Populus alba.
La baza desemnării sitului se află mai multe specii protejate:
- păsări (21): pescăruș albastru (Alcedo atthis), rață pitică (Anas crecca), rață mare (Anas platyrhynchos), fâsă-de-câmp (Anthus campestris), egretă mare (Ardea alba), stârc cenușiu (Ardea cinerea), rață-cu-cap-castaniu (Aythya ferina), ciocârlie-cu-degete-scurte (Calandrella brachydactyla), caprimulg (Caprimulgus europaeus),  prundaș gulerat mic (Charadrius dubius), erete de stuf (Circus aeruginosus), lișiță (Fulica atra), sfrâncioc roșiatic (Lanius collurio), sfrânciocul cu frunte neagră (Lanius minor), pescăruș râzător (Larus ridibundus), ciocârlie de pădure (Lullula arborea), rață fluierătoare (Mareca penelope), ciocârlie de bărăgan (Melanocorypha calandra), gaia neagră (Milvus migrans), gaia roșie (Milvus milvus), Phalacrocorax carbo sinensis
- amfibieni (1): Bombina pachypus
- mamifere (2): liliac cârn (Barbastella barbastellus), liliac comun (Myotis myotis)
- reptile (1): șarpele cu patru dungi (Elaphe quatuorlineata)

Pe lângă speciile protejate, pe teritoriul sitului au mai fost identificate 7 specii de plante, 5 specii de mamifere.